# Mario Salmi

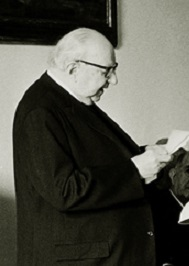
Mario Salmi

Mario Salmi (* 14. Juni 1889 in San Giovanni Valdarno; † 16. November 1980 in Rom) war ein italienischer Kunsthistoriker.

## Biografie
Im Jahr 1910 schloss er sein Jurastudium an der Universität Pisa ab, wo er eine Dissertation über die Probleme des Schutzes des künstlerischen Erbes in Italien schrieb und anschließend eine Fachrichtung für Kunstgeschichte an der Universität Rom belegte.
Von 1918 bis 1927 war er Ispettore an den Soprintendenzen von Apulien, Umbrien und der Lombardei. 1923 wurde er Libero docente und Professore incaricato an der Università cattolica in Mailand. 1927 wurde er ordentlicher Professor an der Universität Pisa, wo er das Istituto di storia dell'arte gründete, 1929 ordentlicher Professor an der Universität Florenz und von 1949 bis zu seiner Emeritierung 1964 Professor für mittelalterliche Kunstgeschichte an der Universität Rom.
Seine wissenschaftliche Arbeit konzentrierte sich hauptsächlich auf die Romanik und Renaissance, wobei er eine besondere Vorliebe für das Werk von Piero della Francesca hatte. Seine Interessengebiete erstreckten sich jedoch über ein viel breiteres Feld, das von der frühchristlichen Kunst bis hin zu barocken Manifestationen reichte, und es gelang ihm dann sein Interesse auf Bereiche und Epochen wie die koptische Kunst zu konzentrieren, die bis dahin zu Unrecht vernachlässigt oder von Kritikern unterschätzt worden waren. Auf seine Initiative hin wurde 1952 zusammen mit anderen Wissenschaftlern und Mittelalterforschern das „Centro italiano di studi sull'alto medioevo“ gegründet, das eine historische Periode wieder in den Mittelpunkt der wissenschaftlichen Aufmerksamkeit rückte. Die erste wissenschaftliche und akademische Aufmerksamkeit für die sogenannten kleineren Künste beruht auf seiner kritischen Sensibilität.

## Arbeitsweise
Seine Aufmerksamkeit galt daher vorwiegend jenen Studiengängen, die traditionell vom überwiegenden Interesse an den größten Kunstobjekten vernachlässigt wurden. In einer Zeit, in der die ästhetische Sichtweise des Benedetto Croce in Italien dominierte, näherte sich Mario Salmi den vernachlässigten Bereichen mit einer kritischen Analyse, die sich vor der ästhetischen Wahrnehmung mit einem strengen historischen und philologischen Ansatz entwickelte. Es gab immer sorgfältige Untersuchungen an den Studienobjekten – Fresken, Skulpturen, Kirchen, Pfarrkirchen – die er selbst an den entlegensten, unerreichbarsten und unzugänglichsten Orten durchführte.
Seine philologische Methode führte dazu, dass er sich auch intensiv unbedeutend geltenden Denkmälern widmete, die als minderwertig angesehen und daher vernachlässigt wurden. Ein Beispiel für diese Methode finden sich in den Studien zur Basilika San Salvatore in Spoleto, die er während des Unterrichts in Florenz im Schuljahr 1945–1946, in dem das Denkmal „Stein für Stein“ analysiert wurde, in den Mittelpunkt seines gesamten Unterrichtsprogrammes stellte. Diese Studien führte 5 Jahre später zu einer sorgfältigen monographischen Ausgabe, die dem Denkmal von Spoleto gewidmet ist.

## Schutz des Landschafts- und Vegetationssystems
Seit seiner Abschlussarbeit hat sich Salmi immer für den Schutz des kulturellen Erbes interessiert. Seine Auffassung des Problems übertrug die vereinfachende Notwendigkeit der Erhaltung künstlerischer Notfälle und war Teil einer umfassenden Vision des Schutzes des gesamten Landschaftssystems einschließlich Wald und Vegetation. Besonders innovativ war 1965 seine Rede "Arte-paesaggio-foreste", in der er zeigte, wie wichtig es ist, die italienische Landschaft mit ihrer typischen Vegetation zu schützen, ein Thema das von manchen Leuten bereits wahrgenommen wurde. In einer Zeit, in der ein entscheidender Schritt in Richtung einer irreversiblen Verschmutzung des Blumen- und Pflanzenerbes durch die massive Einbeziehung fremder Waldarten in die Landschaft erfolgte.
Dennoch war Salmi auch Beteiligter an viel diskutierten Aktionen, wie z. B. der Teilnahme an der Kommission, die die Contini-Bonacossi-Sammlung zerstückelte und dadurch zahlreichen Meisterwerken (Zurbarán, Piero della Francesca, Giovanni Bellini, Giovanni Girolamo Savoldo …) ins Ausland gelangten. Die politischen Folgen der Affäre brachte ihm nach einigen parlamentarischen Anfragen auch eine Beschwerde wegen "Betrugs gegen den Staat" ein. In dem hart umkämpften Umfeld der historisch-künstlerischen Studien der damaligen Zeit, als er Roberto Longhi für den Lehrstuhl an der Universität Rom vorgezogen wurde, blieb der von Bernard Berenson ausgesprochene Satz (obwohl es eine Rivalität mit Longhi gab) berühmt: „Ein Genie wurde zugunsten eines Insekts abgelehnt“.

## Mitgliedschaften, Auszeichnungen und Studenten
Salmi war Mitglied verschiedener internationaler wissenschaftlicher Institutionen und Verbindungen, wie der Accademia Nazionale dei Lincei. Er war auch im Istituto Nazionale di Studi sul Rinascimento, das er 1937 gründete, und in der Commissione Nazionale Vinciana tätig, die er beide leitete.
Er war Leiter der wissenschaftlichen Enciclopedia Universale dell'Arte, die ab 1958 in mehreren Bänden veröffentlicht wurde und ab 1959 in einer englischen Übersetzung erschien.
Er hatte zahlreiche Studenten an den Universitäten von Pisa, Florenz und Rom. Unter diesen sind Enzo Carli, Umberto Baldini und Giovanni Carandente zu nennen.

## Veröffentlichungen (Auswahl)
- mit Basile Khvoshinsky: I pittori toscani dal XIII al XVI secolo, 2 Bände, Loescher, Rom 1912–14
- The "Last Supper" by Leonardo da Vinci and the church of "Le Grazie" in Milan, Fratelli Treves, 1926
- L'architettura romanica in Toscana, Bestetti e Tumminelli, 1928
- La scultura romanica in Toscana, Rinascimento del libro, 1928
  - englisch: Romanesque sculpture in Tuscany, 1928
- Masaccio, Weber, 1935
- Paolo Uccello, Andrea del Castagno, Domenico Veneziano, Casa editrice d'arte "Valori plastici", 1936
- L'Abbazia di Pomposa, Libreria dello stato, Rom 1938
- Il Palazzo dei Cavalieri e la Scuola normale superiore di Pisa, Nicola Zanichelli, 1932
- L'arte italiana, 3 Bände, 1940–1942
- Piero della Francesca e il Palazzo ducale di Urbino, Le Monnier, 1945
- Masaccio, Masolino, Filippino Lippi, Arti grafiche Amilcare Pizzi, 1945
- Disegni di Francesco di Giorgio nella collezione Chigi Saracini, Ticci, 1947
- Luca Signorelli, Istituto geografico De Agostini, 1953 [1956]
  - englisch: Luca Signorelli, W. Goldman, 1955
- Grandi maestri del'400, Vallecchi, 1950
- Lezioni di storia dell'arte medievale, Edizioni dell'Ateneo, 1950
- La Basilica di San Salvatore di Spoleto, Florenz, Leo S. Olschki, 1951
- Masaccio, Arti grafiche Amilcare Pizzi, 1951
- L'arte italiana, Sansoni, 1952
- La miniatura fiorentina gotica, Fratelli Palombi, 1954
- San Domenico e San Francesco in Arezzo, Del Turco Editore, 1954
- La miniatura italiana, Electa editrice, 1956 [1981]
  - englisch: Italian miniatures, H. N. Abrams, 1954 [1956], [1957, Collins]
  - deutsch: Italienische Buchmalerei, Hirmer, München 1956
  - französisch: L'enluminure italienne, Arts et Métiers Graphiques, 1956
- Cosmè Tura, Electa Editrice, 1957
- (Hrsg.) Enciclopedia universale dell'arte, 15 Bände. Venedig-Rom, Istituto per la Collaborazione Culturale, 1958–1967
- La chiesa inferiore di San Francesco di Arezzo. De Luca, Rom 1960
- Andrea del Castagno, Istituto Geografico de Agostini, 1961
- (DE)  Romanische Kirchen in der Toskana, H. Carl, 1961
- The Abbey of Pomposa. Istituto Poligrafico dello Stato, Libreria dello Stato, Rom 1965
- mit Charles de Tolnay, Michelangelo: artista, pensatore, scrittore, 2 Bände, Novara, Comitato nazionale per le onoranze a Michelangelo e De Agostini, 1965
- (EN)  (mit Charles de Tolnay) Drawings of Michelangelo: 103 Drawings in Facsimile
- mit Raffaello De Ruggieri, Le chiese rupestri di Matera, Rom, De Luca, 1966
- Michelangelo, Accademia Nazionale dei Lincei, 1966
- (EN)  The Complete Work of Michelangelo, 2 Bände, London, Macdonald, 1966
- Civiltà fiorentina del primo Rinascimento, Sansoni ed., 1967
- Enrico Barfucci, 1968
- Mito e realtà di Leonardo, Editrice G. Barbèra, 1968
- Civiltà artistica della terra aretina, De Agostini, 1971
- (EN)  Grimani Breviary, Overlook Press, 1974
- La pittura di Piero della Francesca, 1979

gesammelte kleine Schriften
- Parvae Favillae. Scritti di storia dell'arte dal Tardo Antico al Barocco, Hrsg. Maria Cristina Castelli, Maria Grazia Ciardi-Dupré Dal Poggetto, Polistampa, 1989